# Sedenia mesochorda
Sedenia mesochorda is een vlinder van de familie van de grasmotten (Crambidae). De wetenschappelijke naam van deze soort is voor het eerst voorgesteld door Alfred Jefferis Turner in een publicatie uit 1917.
De soort komt voor in Australië.